# Roland Green (Radsportler)
Roland Green (* 19. Juli 1974 in Victoria) ist ein ehemaliger kanadischer Radrennfahrer. Seine größten Erfolge erzielte er im Cross-Country.

## Werdegang
Seine Karriere begann Green im Straßenradsport. Als Junior gewann der die Tour de l’Abitibi, 1995 wurde er nationaler Meister im Einzelzeitfahren.
Zum Mountainbikesport kam Green im Jahr 1996, bei den UCI-Mountainbike-Weltmeisterschaften im selben Jahr wurde er bereits Vierter im Cross Country der U23. 1999 machte er auf sich aufmerksam, als er beim Finallauf der NORBA NCS XC Series Lance Armstrong distanzierte, der nach seinem ersten Tour-de-France-Sieg auch an dem Rennen teilnahm.
Im Jahr 2000 stand er das erste Mal auf dem Podium der Mountainbike-Weltmeisterschaften, bei den Olympischen Sommerspielen belegte er den 14. Platz. Seine stärkste Saison hatte Green im Jahr 2001: er wurde Weltmeister im Cross-Country in Vail, gewann zwei Weltcup-Rennen und die Weltcup-Gesamtwertung sowie die Gesamtwertung der NORBA NCS XC Series. Im Jahr 2002 konnte er den Weltmeistertitel om in Kaprun verteidigen und gewann den erstmals bei den Commonwealth Games ausgetragenen Wettbewerb im Cross-Country.
Parallel zum Mountainbikesport war Green in den Jahren 2001 und 2003 Gastfahrer im Team US Postal - Berry Floor von Lance Armstrong. So wie bei anderen erfolgreichen Mountainbikern seiner Zeit wie z. B. Cadel Evans, Michael Rasmussen und Ryder Hesjedal war auch für ihn geplant, nach den Olympischen Sommerspielen 2004 vollständig zum Straßenradsport zu wechseln. Bei der Tour de Georgia 2003 stürzte er jedoch auf der letzten Etappe auf den Kopf, wovon er sich mental und körperlich nicht mehr vollständig erholte.
Im Jahr 2005 kehrte er zu seinem alten Sponsor Kona zurück. Nachdem seine Ergebnisse weit hinter seinen Erwartungen zurück lagen, beendete er zum Ende der Saison 2005 sein Radsport-Karriere und zog sich auch komplett aus dem Radsport zurück.

## Dopingverdacht
Im Mai 2004 wurde Green positiv auf Prednisolon getestet, das aus einem Asthma-Spray stammte, für dessen Benutzung Green keinen Antrag auf Ausnahmegenehmigung eingereicht hatte. Aufgrund einer dokumentierten Krankengeschichte mit Asthma wurde er jedoch nur für 6 Monate gesperrt, verpasste dadurch aber die Saison 2004 einschließlich der Olympischen Sommerspiele.
Unabhängig davon wird sein Name wiederholt mit EPO in Verbindung gebracht. Er gehörte zur sogenannten Canadian Mafia, einer Gruppe von vier Radrennfahrern mit ihm, Ryder Hesjedal, Seamus McGrath und Chris Sheppard, die außerhalb der Saison gemeinsam trainierten und durch starke Leistungssprünge auffielen. Seine drei Trainingspartner wurden des Dopings mit EPO überführt oder haben den Gebrauch später zugegeben. Auch seine zeitweise Zugehörigkeit zum Team US Postal - Berry Floor, das 2012 des systematischen Dopings überführt wurde, rückte ihn in die Nähe eines Verdachts. Offiziell wurde ihm jedoch kein EPO-Doping nachgewiesen.

## Erfolge
| 1998 - Kanadischer Meister – XCO 2000 - Weltmeisterschaften – XCO 2001 - Weltmeister – XCO - zwei Weltcup-Siege – XCO - Gesamtwertung UCI-MTB-Weltcup – Cross-Country - Gesamtwertung NOBRA NCS XC Series 2002 - Weltmeister – XCO - Commonwealth Games – XCO 2003 - Weltmeisterschaften – Staffel XCR - Kanadischer Meister – XCO - Gesamtwertung Sea Otter Classic | 1992 - Gesamtwertung Tour de l’Abitibi 1995 - Kanadischer Meister – Einzelzeitfahren 2003 - Bergwertung Tour de Langkawi |